# Cal.50: Caliber Fifty
Cal.50: Caliber Fifty est un jeu vidéo d'action de type run and gun développé par Seta, sorti en 1989 sur système d'arcade Seta 1st Generation. Il a été adapté sur Mega Drive en 1991.